# Carex beckmannii
Carex beckmannii är en halvgräsart som beskrevs av Karl Keck. Carex beckmannii ingår i släktet starrar, och familjen halvgräs. Inga underarter finns listade i Catalogue of Life.